# Chikkathoguru, Bangalore South
Chikkathoguru là một làng thuộc tehsil Bangalore South, huyện Bangalore Urban, bang Karnataka, Ấn Độ.